# Воля, Павел Алексеевич
Па́вел Алексе́евич Во́ля (род. 14 марта 1979, Пенза) — российский киноактёр, эстрадный артист разговорного жанра, телеведущий, певец, поэт, ведущий Comedy Club, шоумен и комик.
До Comedy Club был участником команды КВН «Валеон Дассон» (Пенза) вместе с Тимуром Родригезом и Леонидом Школьником. Бывший ведущий телепрограмм «Пень-колода», «Убойная лига», «Смех без правил», «Песни», «Двое на миллион», «Comedy Баттл», «Импровизация», «Выжить в...» и «Большой куш. Бангкок». Затем — ведущий «Шоу Воли» на телеканале ТНТ.
Выпустил альбомы «Respect и Уважуха», «Новое» и «Мысли и музыка».
Является автором нескольких песен, исполняемых DJ Smash.

## Биография
Родился 14 марта 1979 года в Пензе. Окончил школу № 11.
Был капитаном пензенской команды КВН «Валеон Дассон», в составе которой выиграл Первую лигу КВН, завоевав право участвовать в Высшей лиге. Однако в Высшей лиге пензенской команде было суждено сыграть только одну игру — проиграв в 1⁄8 финала сезона 2001, «Валеон Дассон» в официальных играх Международного союза КВН больше участия не принимал. Работал диджеем «Русского радио в Пензе» под псевдонимом Павел Добровольский, вёл программу «Вольные гвозди» на московском «Русском радио».
В 2001 году окончил Пензенский государственный педагогический университет имени В. Г. Белинского по специальности «преподаватель русского языка и литературы». Сразу после окончания университета уехал в Москву для продолжения карьеры.
Работал сценаристом у Игоря Угольникова, после закрытия передачи «Добрый вечер» на телеканале «СТС» перешёл на радио. Участвовал ведущим передачи «Пень-Колода» и «Поехали!» на «Муз-ТВ», озвучивал Масяню в шоу «В гостях у Масяни», также вёл утреннее шоу «No Pasaran!» на радиостанции «Хит-FM» в 2002—2003 годах.
9 апреля 2005 года в торговом центре «Атриум» состоялась презентация программы «Comedy Club». Павел Воля обозначил своё амплуа — «гламурного подонка», под псевдонимом Павел «Снежок» Воля. В 2023 году принял решение уйти из шоу.
В 2007 году начал сольную карьеру. Записал несколько треков и снял клипы на песни «Всё будет офигенно», «Маме!», «Барвиха», «Самая лучшая песня» и «Пенза-Сити». Выпустил сольный альбом «Respect и уважуха». Снялся в нескольких рекламных роликах хлебных сухариков «Хрусteam». В Интернете был распространён видеоролик, в котором хулиганы избивают и ругают Павла. Позже это видео было признано подделкой, сделанной для рекламы нового альбома музыканта.
С октября по декабрь 2010 года был ведущим шоу о гипнозе «Що ти робив минулої п’ятниці?» («Что ты делал в прошлую пятницу?») на украинском телеканале «1+1».
12 февраля 2016 года выпустил альбом «Мысли и музыка». В альбом вошло 11 песен.
16 апреля 2023 года в вечернем эфире телеканала «ТНТ» состоялась премьера авторского юмористического шоу Павла Воли. В шоу комик беседует со звёздными гостями, обсуждает посты в социальных сетях популярных персон и подводит итоги недели. Напарником и соведущим Воли стал Илья Соболев.

## Личная жизнь
Женат с ноября 2012 года на гимнастке Ляйсан Утяшевой. 14 мая 2013 года Утяшева в США родила сына Роберта, а 5 мая 2015 года в той же клинике родила дочь Софию.

## Скандалы
В 2016 году на выступлении в Нью-Йорке нелестно высказался о жителях Екатеринбурга. Опубликованная видеозапись выступления вызвала множество недовольных откликов в Интернете и призывы к бойкоту назначенного на декабрь того же года концерта Павла в Екатеринбурге. Сам Воля сказал, что это была шутка, и обвинил СМИ в раздувании скандала. Концерт был отменён (как и выступление в Тюмени): по словам администратора юмориста, организаторы мероприятий просто не отвечали на телефонные звонки.

## Фильмография
| Год  |   | Название                    | Роль |
| ---- | - | --------------------------- | --- |
| 2006 | с | Клуб                        | участник клипа                                                                                          |
| 2008 | ф | Самый лучший фильм          | Тима Милан                                                                                              |
| 2008 | ф | Платон                      | Платон                                                                                                  |
| 2008 | с | Универ                      | камео                                                                                                   |
| 2009 | ф | Невеста любой ценой         | Стас |
| 2010 | с | Галыгин.РУ                  | камео                                                                                                   |
| 2010 | ф | Любовь в большом городе 2   | Гамлет                                                                                                  |
| 2011 | ф | Поцелуй сквозь стену        | Кондратьев, наркоман-пофигист, друг Иннокентия Галюзова                                                 |
| 2011 | ф | Служебный роман. Наше время | секретарь Вадик                                                                                         |
| 2012 | с | Деффчонки                   | камео                                                                                                   |
| 2012 | ф | С новым годом, мамы!        | сын Веры Евгеньевны                                                                                     |
| 2013 | с | СашаТаня                    | камео                                                                                                   |
| 2017 | ф | Zомбоящик                   | москвич в стрингах / хозяин квартиры                                                                    |
| 2018 | ф | Игра                        | ведущий на банкете                                                                                      |
| 2019 | ф | Тайна печати дракона        | Александр Данилович Меншиков                                                                            |
| 2021 | ф | Снегурочка против всех      | Евгений Васин                                                                                           |
| 2022 | ф | СамоИрония судьбы           | Женя Лукашин / шведский посол                                                                           |
| 2023 | ф | Иван Васильевич меняет всё  | шведский посол                                                                                          |
| 2025 | ф | Небриллиантовая рука        | контрабандист-аптекарь / Анатолий Ефремович Новосельцев (в «анонсе» пародии на фильм «Служебный роман») |

### Озвучивание
| Год  |    | Название                    | Роль              |
| ---- | -- | --------------------------- | ----------------- |
| 2007 | мф | Лови волну!                 | Цыпа Джо          |
| 2011 | ф  | Пол: Секретный материальчик | инопланетянин Пол |
| 2014 | мф | Попугай Club                | гламурная крыса   |
| 2020 | мф | Семейка Крудс: Новоселье    | Фил Беттерман     |

## Съёмки в клипах
- В 2006 году снялся в клипе рэпера Лигалайза «Будущие мамы».
- В 2008 году снялся в клипе «Самая лучшая песня» (совместно с группой ДжаниRодари).
- В 2014 году снялся в клипе рок-группы «Би-2» на песню «Хипстер».

## Дискография

### Альбомы
- 2007 — Respect и Уважуха (состоит из двух CD)
- 2010 — HOT SUMMER / COLD SUMMER (состоит из двух CD)
- 2012 — Новое
- 2016 — Мысли и музыка
- 2018 — Стихи #1
- 2018 — Стихи #2

### Синглы
- 2007 — Всё будет офигенно
- 2007 — Шоубизз
- 2007 — Наша Russia
- 2008 — Барвиха
- 2008 — Барвиха (Dj Miv & Dj Hit Ural)
- 2008 — Продвинутые города
- 2008 — Самая Лучшая Песня (feat. ДжаниRaдари)
- 2008 — Маме
- 2008 — Поезда то
- 2008 — Пенза
- 2008 — Пацанская
- 2008 — Платон
- 2009 — Радужная песня
- 2010 — Пенза-City
- 2010 — Наша Россия
- 2011 — Мальчик (feat. Ёлка)
- 2012 — Мама, мы все стареем (feat. Город 312)
- 2012 — Я танцую!
- 2012 — Новое
- 2012 — Всё оплачено
- 2012 — Остановите планету
- 2016 — Хорошо

Музыкальные темы
Comedy club
- Ante Up от M.O.P (2005—2007)
- Всё будет офигенно (2005, 2007—2008)